# Jicui
Jicui (kinesiska: 积翠, 积翠乡) är en socken i Kina. Den ligger i provinsen Shanxi, i den norra delen av landet, omkring 110 kilometer väster om provinshuvudstaden Taiyuan. Antalet invånare är 8 510. Befolkningen består av 3 989 kvinnor och 4 521 män. Barn under 15 år utgör 18,0 %, vuxna 15-64 år 75 %, och äldre över 65 år 6,0 %.
Genomsnittlig årsnederbörd är 748 millimeter. Den regnigaste månaden är juli, med i genomsnitt 257 mm nederbörd, och den torraste är december, med 3 mm nederbörd.